# Вільгельм Зольф
Вільге́льм Зольф (нім. Wilhelm Solf; 5 жовтня 1862, Берлін — 6 лютого 1936, Берлін) — німецький державний діяч, сходознавець, дипломат.

## Життєпис
Вивчав сходознавство, Індію, санскрит в університетах Берліна, Геттінгена і Галле. У 1885 році захистив дисертацію, викладав у Кільському університеті. Під керівництвом Ріхарда Пішеля працював над підручником з граматики санскриту.
З 1888 року перебував на службі в міністерстві закордонних справ Німеччини. У 1900—1911 роках — губернатор Німецького Самоа. У 1911—1918 роках — роках міністр колоній. У 1918 році — статс-секретар МЗС Німецької імперії. У 1920—1928 роках — німецький посол в Токіо.

## Нагороди
- Столітня медаль (1897)
- Орден Червоного орла 4-го класу
- Орден Корони (Пруссія) 4-го класу (1901)
- Орден Білого Сокола, командорський хрест
- Орден Святого Михаїла (Баварія), великий хрест (1918)
- Почесний доктор права Гайдельберзького університету (1929)
- Почесний доктор богослов'я Геттінгенського університету (1930)
- Орден Вранішнього Сонця 1-го ступеня (1935)

## Вшанування
- В 1913 році Німецьке товариство торгівлі і плантацій назвало свій поштовий корабель «Статс-секретар Зольф».
- В 1913 році художник Фріц Бургер створив «Портрет стаст-секретаря доктора Зольфа», який в наступному році був показаний на кількох Берлінських виставках.